# Фресно (окръг)
Фресно (на английски: Fresno) е окръг в Калифорния. Окръжният му център е град Фресно. Окръг Фресно се намира в Централната калифорнийска долина.

## Население
Окръг Фресно е с население от 799 407 души. (2000)

## География
Окръг Фресно е с обща площ от 15 585 км² (6017 мили²).

## Градове
- Кингсбърг
- Кловис
- Кърман
- Рийдли
- Ориндж Коув
- Сан Хоакин
- Селма
- Фресно